# Christin Zenner
Christin Zenner (* 18. März 1991 in Plauen) ist eine deutsche Schwimmerin. Bei den Deutschen Meisterschaften 2008 wurde sie Deutsche Meisterin über 50 und 100 Meter Rücken und qualifizierte sich für die Olympischen Spiele 2008 in Peking.

## Leben
Bereits als Kind und Jugendliche erzielte Christin Zenner im Schwimmbecken Aufmerksamkeit und gewann zahlreiche Meisterschaften in ihrer Altersklasse. Sie wohnt zurzeit (2010) in Hildesheim, schwimmt im Verein VfV Hildesheim. Ihre Mutter, Jacqueline Zenner, ist zugleich ihre Trainerin. Für den Deutschen Schwimm-Verband (DSV) trat Christin Zenner erstmals 2006 bei einem Wettkampf in Belgrad in der Aktivenmannschaft an. Ihrer Heimatstadt Plauen und ihren sportlichen Wurzeln bleibt sie durch die Ehrenmitgliedschaft im Schwimmclub Plauen von 2006 verbunden.
Christin Zenner hält vier Altersklassenrekorde (Stand: 6. Mai 2014) auf der 25-m- und 50-m-Bahn und fünf Jahrgangsrekorde (Stand: 29. August 2012). 2008 war sie das jüngste Mitglied des deutschen Schwimmteams bei den Olympischen Spielen in Peking. Verletzungsbedingt konnte sie bei den Deutschen Meisterschaften 2011 im Finale über 200 m Rücken und 100 m Rücken nicht antreten.
Ihre sportliche Laufbahn beendete sie inoffiziell im Sommer 2012.

## Erfolge
Jugendklassen (2003–2009)
Deutsche Jahrgangsmeisterschaften 2003, Wuppertal
Jugendmehrkampf Platz 1
100 R Platz 1
200 R Platz 1
50 R Platz 1
100 S Platz 1
50 S Platz 2
DM 2006, inkl. DJaM und Mehrkampf, Berlin
100 R Platz 2
100 S Platz 2
50 R Platz 1
50 S Platz 3
200 R Platz 1
Jugend-WM 2006, Rio de Janeiro, Brasilien
50 R Platz 3
JEM 2006, Palma de Mallorca
50 R Platz 1
100 R Platz 4
200 R Platz 12
4x100 L Platz 5
Deutsche Jahrgangsmeisterschaften 2007, Dortmund
200 R Platz 1
50 S Platz 2
100 R Platz 2
100 S Platz 3
50 R Platz 1
Deutsche Jahrgangsmeisterschaften 2008, Berlin
200 R Platz 1
100 R Platz 1
50 S Platz 1
100 S Platz 1
Deutsche Meisterschaften 2009, Berlin
50 R Platz 1 (AKR 29,23 Sek.)
100 R Platz 2
200 R Platz 2
50 S Platz 2
100 S Platz 3

Frauenklassen (2008–2012)
Kurzbahn-WM 2008, Manchester, UK
50 R Platz 20
100 R Platz 25
200 R Platz 17
50 S Platz 24
4x100 F Platz 6
Deutsche Meisterschaften inkl. Olympia Quali Peking 2008, Berlin
100 R Platz 1 (1/100 über Olympianorm)
50 R Platz 1 (in Altersklassenrekord)
200 R Platz 2
50 S Platz 8
29. Olympischen Sommerspiele Peking 2008, China
100 R Platz 42
200 R Platz 34
Weltcup Kurzbahn 2008, Berlin
50 R Platz 10
100 R Platz 8
200 R Platz 4
DM Kurzbahn 2008, Essen
200 R Platz 3
50 R Platz 2 (AKR 27,80 Sek.)
100 R Platz 2
EM Kurzbahn 2008, Rijeka
50 R Platz 31
200 R Platz 23
11th Euro-Meet 2009, Luxembourg
50 R Platz 1
200 R Platz 1
Deutsche Meisterschaften 2009, Berlin
100 R Platz 3
50 S Platz 12
100 S Platz 15
50 R Platz 3 (AKR 29,23 Sek.)
200 R Platz 2
Weltcup Kurzbahn 2009, Berlin
50 R Platz 23
100 R Platz 33
200 R Platz 20
Deutsche Meisterschaften 2010, Berlin
100 R Platz 5
50 R Platz 4
200 R Platz 5
Weltcup Kurzbahn 2010, Berlin
50 R Platz 22
100 R Platz 15
200 R Platz 12
DM Kurzbahn 2010, Wuppertal
200 R Platz
50 R Platz 8
100 R Platz 3
DM Kurzbahn 2011, Wuppertal
200 R Platz 7
50 R Platz 3
100 R Platz 5
Deutsche Meisterschaften inkl. Olympia Quali London 2012, Berlin
50 R Platz 5
200 R Platz 7
100 R Platz 6
Open EDF 2012, Paris
50 R Platz 5
200 R Platz 7
100 R Platz 6